# Fotbalový Klub Baník Most
Il Fotbalový Klub Baník Most, noto anche come FK Baník Most, FK Most o semplicemente Baník Most, in precedenza SIAD Most, è stata una società calcistica ceca con sede nella città di Most.

## Storia
Il club è stato fondato nel 1909 come SK Most, e per i primi anni la divisa consisteva in una maglia bianca con una stella blu e pantaloncini bianchi. Subito dopo la prima guerra mondiale il club aveva come priorità assoluta la costruzione di un campo da calcio dove giocare, l'obiettivo è stato raggiunto nel 1921. Ma nel 1938 la squadra cambiò campo da gioco in quanto su quello vecchio dovevano essere costruiti degli appartamenti, perciò si trasferì in un campo aperto dal famoso portiere František Plánička. Durante la seconda guerra mondiale il club chiuse di nuovo i battenti per poi riaprirli nel 1945 andando a giocare nel campo di un club tedesco appena scomparso (il DSK Brüx).
Tra gli anni '60 e '80 il club gioca nelle serie minori del campionato cecoslovacco. L'unico fatto degno di nota è stata l'apertura del nuovo stadio nel 1961 e per l'occasione arrivò la squadra inglese del Liverpool; per la cronaca la partita finirà 1-4 a favore dei britannici.
Nel 1997 è stato promosso in seconda divisione. Nella primavera del 2003 è stato acquistato dalla società italiana Siad, modificando il proprio nome in FK SIAD Most. Nella stagione 2004-05 la squadra ha vinto la seconda divisione e ha centrato lo storico obiettivo di essere promossa nella Gambrinus Liga, la massima divisione del campionato ceco. Nel 2005-06 la squadra ha terminato il campionato al decimo posto. Nel 2008 è stato rinominata nuovamente FK Baník Most.

## Denominazioni
- 1909 - il club è fondato con il nome SK Most (nome completo: Sportovní klub Most)
- 1948 - il club è rinominato ZSJ Uhlomost Most (nome completo: Základní sportovní jednota Uhlomost Most)
- 1953 - il club è rinominato DSO Baník Most (nome completo: Dobrovolná sportovní organizace Baník Most)
- 1961 - il club è rinominato TJ Baník Most (nome completo: Tělovýchovná jednota Baník Most)
- 1979 - il club è rinominato TJ Baník SHD Most (nome completo: Tělovýchovná jednota Baník Severočeské hnědouhelné doly Most)
- 1993 - il club è rinominato FK Baník SHD Most (nome completo: Fotbalový klub Baník Severočeské hnědouhelné doly Most)
- 1995 - il club è rinominato FC MUS Most 1996 (nome completo: Football Club Mostecká uhelná společnost Most 1996, a.s.)
- 2003 - il club è rinominato FK SIAD Most (nome completo: Fotbalový klub SIAD Most, a.s.)
- 2008 - il club è rinominato FK Baník Most (nome completo: Fotbalový klub Baník Most, a.s.)

## Rosa 2012-2013
| N. |                                 | Ruolo | Calciatore               |
| -- | ------------------------------- | ----- | ------------------------ |
| 1  | Bosnia ed Erzegovina (bandiera) | P     | Tino Divković            |
| 2  | Rep. Ceca (bandiera)            | D     | Jan Procházka            |
| 3  | Rep. Ceca (bandiera)            | C     | Jakub Kotlan             |
| 4  | Rep. Ceca (bandiera)            | C     | Lukáš Gabčo              |
| 5  | Rep. Ceca (bandiera)            | D     | Jan Charuza              |
| 6  | Brasile (bandiera)              | C     | Victor                   |
| 7  | Rep. Ceca (bandiera)            | C     | Jakub Vojta              |
| 8  | Rep. Ceca (bandiera)            | A     | Martin Surynek           |
| 9  | Rep. Ceca (bandiera)            | C     | Radim Nečas              |
| 10 | Argentina (bandiera)            | C     | Ezequiel Horacio Rosendo |
| 11 | Rep. Ceca (bandiera)            | C     | Jan Štefko               |

| N. |                       | Ruolo | Calciatore      |
| -- | --------------------- | ----- | --------------- |
| 12 | Rep. Ceca (bandiera)  | D     | Ondřej Běloušek |
| 13 | Rep. Ceca (bandiera)  | D     | Martin Olejník  |
| 14 | Rep. Ceca (bandiera)  | C     | Jiří Ježdík     |
| 15 | Rep. Ceca (bandiera)  | D     | Zdeněk Kopas    |
| 16 | Rep. Ceca (bandiera)  | A     | Jiří Procházka  |
| 17 | Rep. Ceca (bandiera)  | A     | Martin Šlapák   |
| 18 | Rep. Ceca (bandiera)  | D     | Petr Novotný    |
| 19 | Vietnam (bandiera)    | D     | Michal Nguyễn   |
| 20 | Slovacchia (bandiera) | P     | Jaroslav Beláň  |
| 21 | Rep. Ceca (bandiera)  | D     | Petr Řehák      |
| 22 | Rep. Ceca (bandiera)  | A     | Oleg Dukhnich   |

## Palmarès

### Competizioni nazionali
- Druhá Liga: 1

2004-2005

### Altri piazzamenti
- Coppa della Repubblica Ceca:

Semifinalista: 2001-2002
- Česka fotbalová liga:

Secondo posto: 1996-1997